# Plagodis bowmanaria
Plagodis bowmanaria là một loài bướm đêm trong họ Geometridae.